# Туфаново (Тверська область)
Туфаново (рос. Туфаново) — присілок в Калязінському районі Тверської області Російської Федерації.
Населення становить 0 осіб. Входить до складу муніципального утворення Нерльське сільське поселення.

## Історія
Від 2005 року входило до складу муніципального утворення Нерльське сільське поселення.

## Населення
| 1859 | 2002 | 2008 | 2010 |
| ---- | ---- | ---- | ---- |
| 107  | ↘2   | ↘0   | →0   |